# Freedom Fighters (videogioco)
Freedom Fighters (originariamente intitolato Freedom: The Battle for Liberty Island, letteralmente traducibile dall'inglese come Guerrieri della libertà) è un videogioco di tipo sparatutto in terza persona del 2003, sviluppato da IO Interactive e pubblicato da Electronic Arts per Microsoft Windows, PlayStation 2, Nintendo GameCube e Xbox.

## Trama
L'Unione Sovietica divenne una superpotenza mondiale dopo aver sganciato la prima bomba atomica su Berlino e facendo finire la seconda guerra mondiale in Europa, col tempo fece crescere il proprio dominio: controllò Europa, Medio Oriente e Sud America, stringendo gli Stati Uniti in una morsa.
Nel settembre 2003 a New York i fratelli idraulici Chris e Troy Stone si dirigono per incontrare la loro prossima cliente, un attivista di nome Isabella Angelina. Gli Stone entrano in casa sua, ma la trovano vuota, proprio in quel momento i sovietici lanciano un'invasione a sorpresa a New York e improvvisamente dei soldati russi guidati dal generale Tatarin catturano Troy. Riuscito ad evitare l'attacco, Chris scappa per le strade, unendosi ad un uomo di nome Jones e il membro della Resistenza Phil Bagzton. Dopo aver salvato Isabella da una stazione di polizia e Troy da un ufficio postale, il gruppo si ritira nelle fogne è lì, organizza una base per le operazioni, dato che New York è perduta.
Nei mesi successivi, Chris, Phil, e Isabella sabotano edifici chiave dei Sovietici e reclamano aree all'interno della città, formando un gruppo di Resistenza di cittadini di New York e di Sovietici disertori. Causando seri danni ai Sovietici, Chris diventa conosciuto come il "Fantasma della Libertà" all'interno dei media controllati dai Sovietici, SAFN. Più avanti, Troy viene catturato dalle truppe Sovietiche e torturato per le informazioni. Forzato a diramare un comunicato in cui minaccia i membri della Resistenza di cessare le loro azioni, egli invece incita Chris a continuare la lotta, ed è per questo giustiziato da Tatarin. Jones suggerisce di assassinare Tatarin in risposta all'uccisione del fratello e Chris ci riesce, solo per scoprire che Isabella è sparita, e che la base della Resistenza è occupata dai soldati Sovietici. L'operazione è stata orchestrata da Jones che si rivela essere l'agente del KGB colonnello Bulba. Tradito, Chris scappa con Phil e altri in una nuova area sotterranea mentre la SAFN riporta la morte di Tatarin, e la promozione del colonnello Bulba a generale e la fine della Resistenza a New York.
Durante l'inverno, Chris guida un assalto della Resistenza in profondità nella New York occupata, che culmina con un raid negli studi della SAFN. Usando la stazione per inviare un messaggio di incoraggiamento alla città e rivoltarsi e scacciare l'invasore. L'ultimo assalto si ha su Governor's Island ultima roccaforte Sovietica in città, una volta conquistata, New York è (almeno per il momento) libera e Chris, Isabella e il resto del gruppo celebrano la vittoria.
Finita la battaglia, si sblocca un livello bonus in cui i ribelli sloggiano le truppe sovietiche da Liberty Island. Sulla cima di ciò che rimane della statua della libertà si troverà un messaggio segreto degli sviluppatori.

## Modalità di gioco
Il titolo possiede le caratteristiche di un tipico sparatutto in terza persona, in cui il giocatore si muove attraverso le strade di New York combattendo le forze militari sovietiche. Esiste anche una componente di azione di squadra: il giocatore guadagna il valore "carisma" compiendo gesta eroiche per il movimento di resistenza contro le forze d'invasione, come ad esempio catturare o distruggere basi di rifornimento; maggiore è il carisma, maggiore sarà il numero di compagni di squadra che il personaggio potrà reclutare, tra guerriglieri senza guida e soldati russi feriti.
Freedom Fighters possiede una semplice gestione dei comandi sui compagni controllati dal giocatore: alle reclute possono essere impartiti ordini come "segui", "attacca" e "difendi", nonostante nella maggior parte dei casi i personaggi agiscano autonomamente senza la necessità dell'intervento del giocatore. I soldati della resistenza sono solitamente accampati in edifici o crateri nella New York devastata dal conflitto.
Il giocatore può fare uso di varie armi (come l'AK-103, l'RPG-7 o la PK) ed esplosivi. Nella campagna il nemico utilizza vari veicoli armati (come il carro armato T-90 o l'elicottero Mil Mi-24) per attaccare il giocatore.

### Multiplayer
La modalità multigiocatore ruota attorno a bunker e bandiere. Al centro della mappa dove si svolge la partita è posta la bandiera, mentre ai margini sono posti due o più bunker. Lo scopo è catturare la bandiera e portarla al proprio bunker. Un bunker genera soldati alleati comandati dall'IA controllabili dal giocatore, e contiene un kit medico, armi e munizioni. I giocatori possono passarsi armi tra loro e far parte di una delle due squadre: Forze sovietiche o della Resistenza.

## Accoglienza
La rivista statunitense Electronic Gaming Monthly ha assegnato al gioco un punteggio di 7.5 / 8.5 /8.0 su 10. Il recensore Joe Fielder ha commentato la meccanica del titolo come «dannatamente divertente», ma ha criticato trama e ambientazioni. Il recensore Shawn Elliott ha definito il prodotto come «probabilmente uno dei migliori giochi d'azione in assoluto che ho provato quest'anno».
Multiplayer.it ha dato al gioco un punteggio di 7.5/10, complimentandosi per l'audio, la componente tattica, le basse prestazioni richieste e l'alta capacità di far divertire, ma criticando la durata, alcuni problemi grafici, la relativa monotonia e l'assenza di modalità multigiocatore per la versione PC.
La rivista Play Generation classificò Christopher Stone (Chris) come il terzo ceffo più rivoluzionario dei videogiochi usciti su PlayStation 2.
Keith Stuart di The Guardian considerò Freedom Fighters come uno dei trenta migliori videogiochi dimenticati nel corso del tempo.

## Sequel
La Eidos Interactive del Regno Unito ha annunciato il 6 aprile 2004 di voler sviluppare un seguito e di volerlo pubblicare alla fine del 2005. Tuttavia la IO Interactive ha invece annunciato lo sviluppo di un altro titolo, Kane & Lynch: Dead Men, rimandando per il futuro un sequel di Freedom Fighters.